# Sinagoga grande di Bucarest
La sinagoga grande di Bucarest, costruita nel 1846 in stile neobarocco, ma rimaneggiata con elementi rococò nel 1903, è situata a Bucarest, in Romania. È attiva al servizio della comunità ebraica locale.

## Storia
Nell'Ottocento la comunità ebraica di Bucarest già conosceva un rapido sviluppo da richiedere la costruzione di svariate sinagoghe monumentali.
Questa sinagoga serviva al culto della comunità aschkenazita di origine polacca, una comunità di rito riformato, dove il coro, l'organo, e strumenti ad arco era comunemente usati nella liturgia.
L'edificio subì continui riadattamenti, già nel 1865 ma più radicalmente nel 1903 ad opera dell'architetto Stolmer che ridisegnò la facciata aggiungendovi elementi rococò. Nel 1909 il lavoro coordinato dall'architetto Petre Antonescu interessò la zona interna dell'arca santa. Nel 1915 l'architetto Jean Locar aggiunse l'impianto centrale di riscaldamento e restaurò le decorazioni che si erano sciupate con il tempo. Nel 1936 gli esterni furono ridipinti da Ghershon Horowitz.
La sinagoga si presenta così come una miscela di elementi barocchi e rococò secondo lo spirito eclettico dell'architettura del tempo. L'interno di grande eleganza è a tra navate con gallerie che si aprono sulle navate laterali. Ha un grande soffitto a botte con ricche decorazioni ed è dominato da un imponente lampadario.
Durante gli anni della seconda guerra mondiale, Il terremoto del 10 novembre 1940 e la vandalizzazione subita ad opera delle milizie fasciste rumene nel gennaio 1941 provocarono gravi danni, che poterono però essere riparati nel 1945. Nelle ricostruzioni del dopoguerra la sinagoga però ha perduto molto del suo contesto originario, circondata da una schiera di anonimi palazzoni moderni. Nuovi restauri furono compiuti nel 1980 e in modo ancor più radicale tra il 2000 e il 2007. La riapertura della sinagoga il 30 luglio 2007 segna il pieno recupero strutturale e funzionale dell'edificio, che ancor oggi serve alle necessità religiose della comunità ebraica locale. Dal 1992 la sinagoga ospita un piccolo museo sull'Olocausto dedicata al ricordo del rabbino capo Moses Rosen.

## Galleria d'immagini

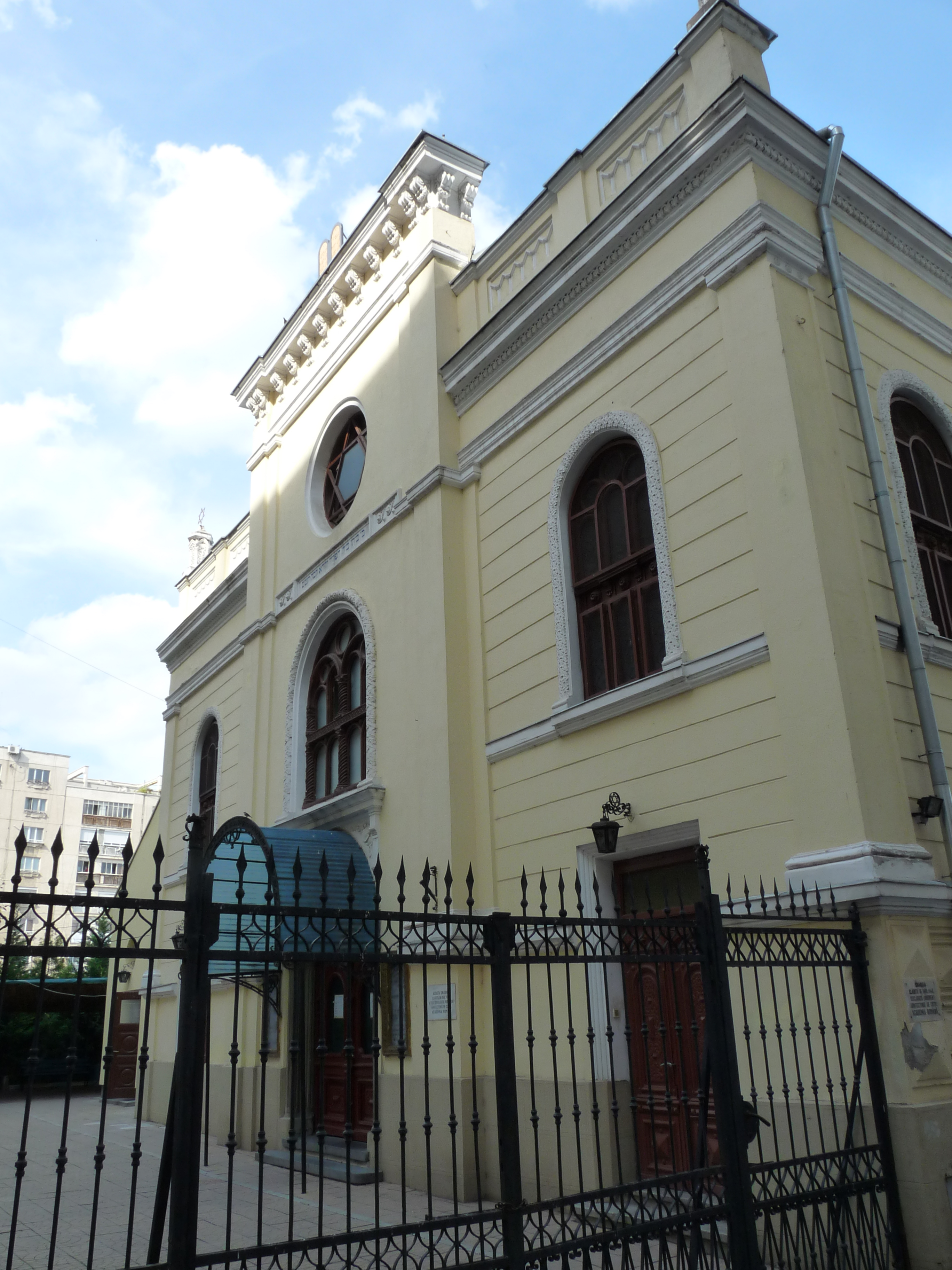
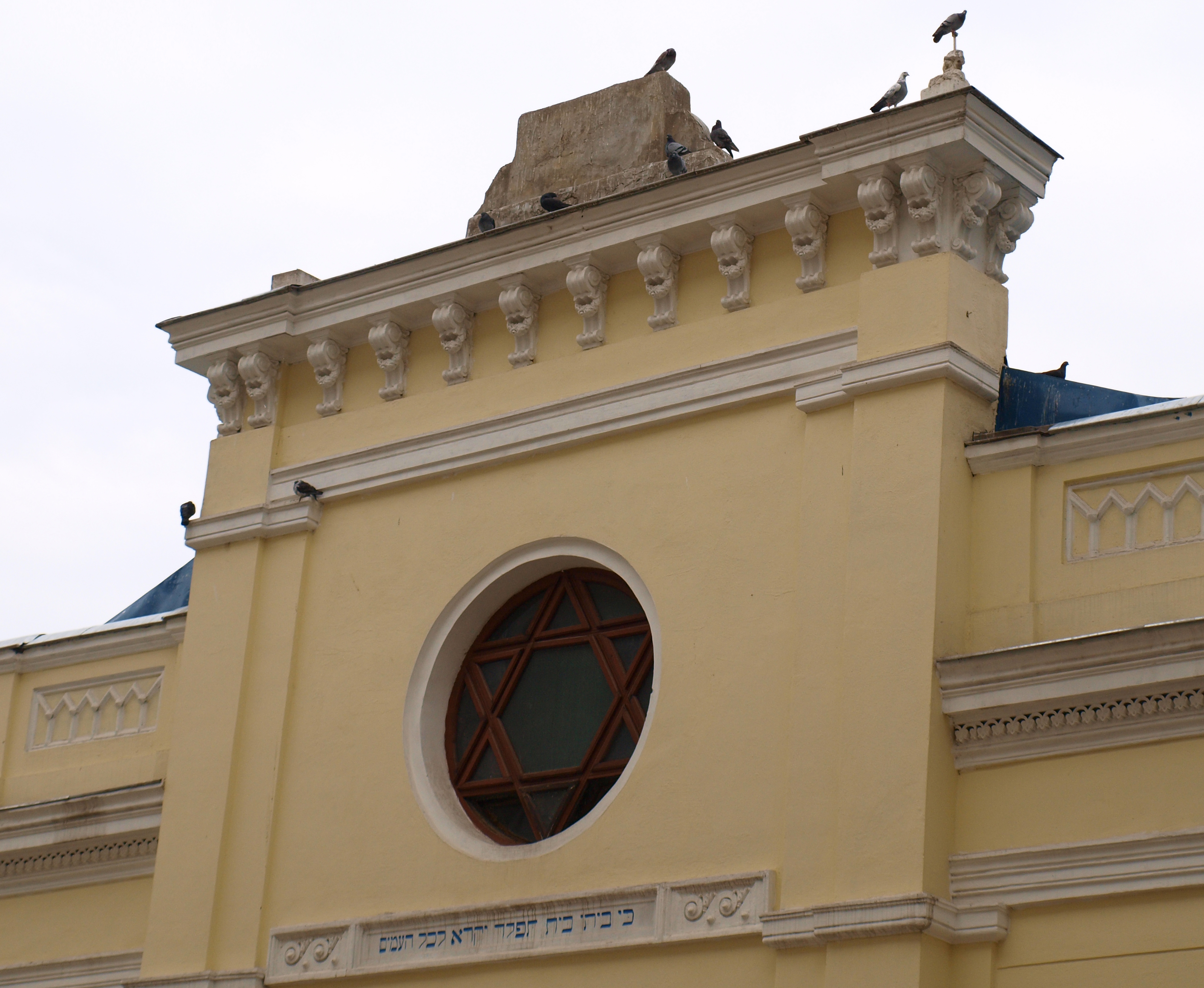
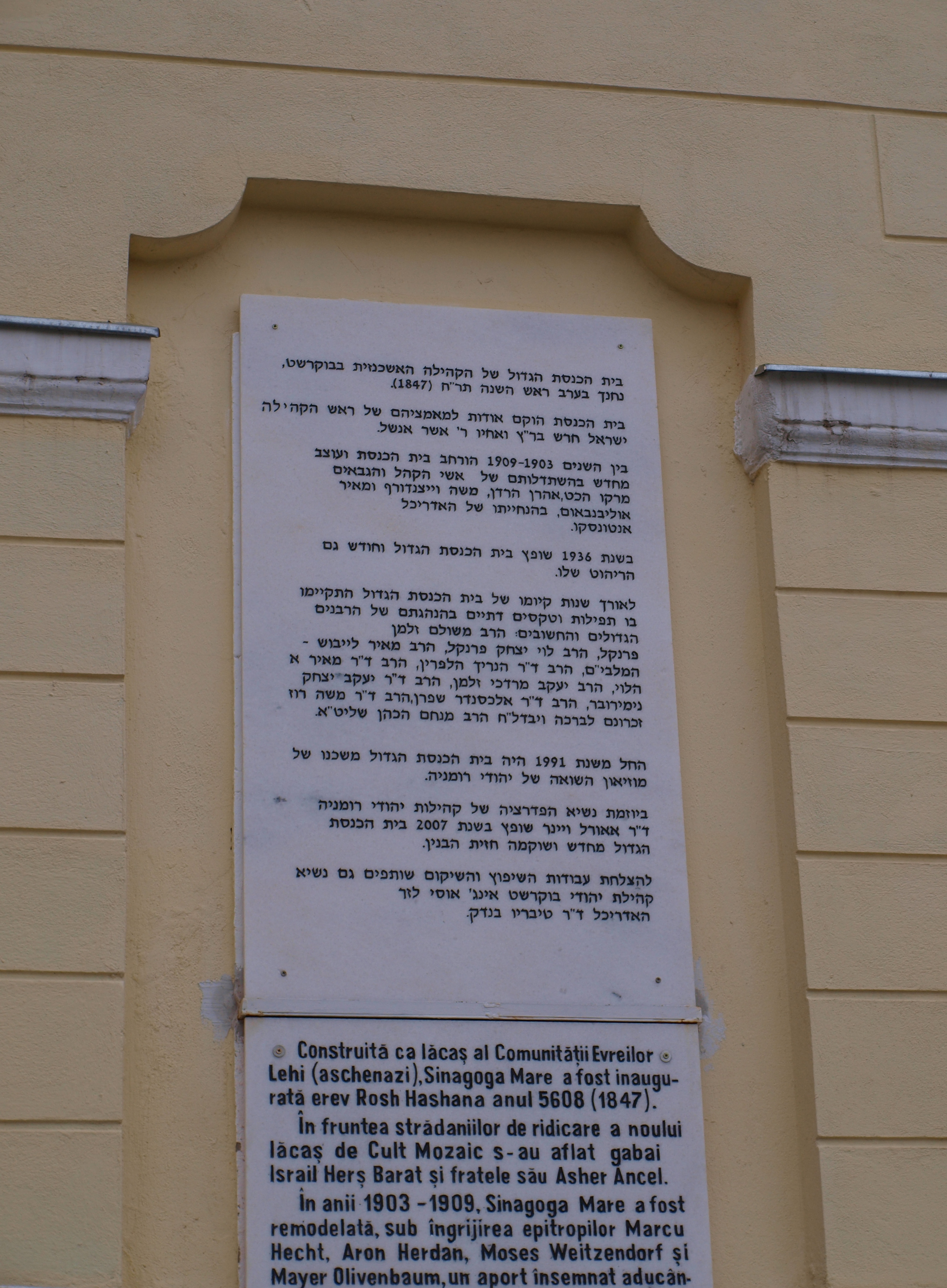